# Джон Полани
 Джон Чарлз Полани (на английски: John Charles Polanyi) е унгарско-канадски химик, лауреат на Нобелова награда за химия от 1986 г. за приноса си към химичната кинетика. Освен това той е носител на много други научни награди и има 33 почетни титли. Извън областта на науката, Полани е активен в дискусиите по обществена политика, особени тези, засягащи науката и ядрените оръжия.

## Ранен живот и образование
Полани е роден на 23 януари 1929 г. в Берлин, по това време в границите на Ваймарската република. Баща му (Майкъл Полани) е роден през 1891 г. в Унгария. Семейството му се мести от Нацистка Германия във Великобритания през 1933 г., отчасти поради гоненията на евреите от режима на Хитлер, тъй като баща му, макар и приел католицизма, е роден евреин. По време на Втората световна война, бащата на Полани го изпраща в Канада за три години, когато е на 11, така че да е в безопасност от германските бомбардировки. Докато живее в Торонто, той посещава елитните училища на университета на Торонто. След като завръща във Великобритания, Полани завършва средното си образование и е приет в Манчестърския университет. От там той получава бакалавърска степен през 1949 г. и докторска степен през 1952 г. Макар университетското му обучение да е фокусирано върху науката, той не е убеден, че това е признанието му, когато за кратко опитва кариера като поет. Баща му е професор по химия в същия университет, докато Джон е първокурсник, но впоследствие се премества в департамента по социални науки. Ментор на Полани по време на аспирантурата му е бивш студент на баща му. След като защитава докторската си дисертация, Полани започва постодокторански изследвания към Националния изследователски съвет на Канада в Отава от 1952 до 1954 г. От 1954 до 1956 г. работи като научен сътрудник в Принстънския университет.

## Научна дейност
През 1956 г. Полани е назначен за лектор в университета на Торонто. Той бързо се издига в академичната йерархия, като през 1957 г. вече е асистент, през 1960 г. е доцент, а през 1962 г. е професор.
Докторантското обучение на Полани в Манчестърския университет е фокусирано върху измерването на здравината на химичните връзки посредством термична дисоциация. Той използва апарат за натриев пламък, за да определи каква е вероятността сблъсък между натриев атом и друга молекула да доведе до химична реакция. През по-голямата част от кариерата си Полани се концентрира върху химичната динамика, опитвайки се да определи механиката на химичната реакция и свойствата на химичните съединения в преходно състояние. Към края на престоя си в Националния изследователски съвет той работи в лабораторията на Герхард Херцберг, където използва спектроскопия за изследване на вибрационното и ротационното възбуждане на молекули йод. В Принстън, Полани работи по продуктите на вибрационно възбудени реакции между атомен водород и озон.
Когато се премества в университета на Торонто, първите му докторанти проучват възможността за увеличаване на скоростта на реакциите чрез вибрационно възбуден водород и търсят наличието на възбуден хлороводород по време на екзотермичната реакция на молекулен хлор с атомен водород. Полани работи със студент, когато те откриват хемилуминесценцията – светлината, излъчвана от атомна молекула, когато се намира във възбудено състояние. Резултатите им са публикувани за пръв път през 1958 г. От 1971 г. Полани е член на Британското кралско научно дружество.
През 1986 г. е награден с Нобелова награда за химия, заедно с Дъдли Хършбак и Ли Юан Цъ. Тримата получават признание за приноса си към динамиката на химическите елементарни процеси. По-късната работа на Полани все още се фокусира върху основите на химичните реакции, но методите му са различни. Новите технологии му позволяват да наблюдава химичните реакции в много малък мащаб, вместо да наблюдава отделяната енергия в инфрачервения диапазон.
Освен заниманията си в науката, Полани се интересува и от света като цяло. Като студент, той редактира вестник и има явен интерес в политиката. През 1950-те години Полани започва да се занимава с обществени дела, особено такива, засягащи ядрените оръжия. Той основава Пъгуошката група в Канада през 1960 г. и служи като неин председател до 1978 г. Глобалното движение на Пъгуош печели Нобелова награда за мир през 1995 г. Целта му е намаляване на въоръжените конфликти и разрешаване на глобалните проблеми. Полани е поддръжник на чистата наука и критикува правителствените политики, които не подкрепят такъв тип изследвания. Освен това той поддържа кампаниите за демократични реформи в ООН и създаването на по-отговорна международна политическа система.